# Oscar Jacobsson
Oscar Jacobsson (Göteborg, 7 novembre 1889 – Solberga, 25 dicembre 1945) è stato un fumettista svedese.

## Biografia
Esordì nel 1918 pubblicando la sua prima illustrazione su una rivista. Nel 1920 creò la serie a fumetti Adamson per la testata Söndags-Nisse. La serie divenne molto popolare venendo pubblicata su centinaia di testate in tutto il mondo. L'autore lavorò anche per altre pubblicazioni dove pubblicò sue illustrazioni per testate come Exlex, Dagens Nyheter e Lutfisken. Negli ultimi anni di attività creò un altro personaggio dei fumetti, Abu Fakir. Il personaggio di Adamson sopravvisse al suo autore in quanto la serie venne continuata dall'artista danese Viggo Ludvigsen dal 1945, anno della sua morte. Dopo la sua morte, l'accademia svedese dei fumetti istituì un premio in suo onore che viene assegnato ogni anno a un autore svedese e a uno internazionale.